# Guilin (stacja kolejowa)
Guilin (chiń. 桂林站; pinyin Guìlín Zhàn) - stacja kolejowa w Guilin, w regionie autonomicznym Kuangsi, w Chinach. Znajdują się tu 2 perony.